# 明治チューインガム
明治チューインガム株式会社（めいじチューインガム、英: MEIJI CHEWING GUM, LTD. ）は、愛知県清須市にある食品メーカー。明治の子会社である。
1960年6月に明治製菓が御園製菓に出資して設立した。明治ブランドで販売する「3色ガブリフーセンガム」や「すっぱいレモンにご用心」、「明治わたガム」「明治キシリッシュ」、ほかに「明治わたパチ」「ガブリチュウ」などキャンディなどを販売する。三菱食品のかむかむも製造している。

## 本社・事業所
- 本社 - 愛知県清須市西枇杷島町旭3番8号
- 東京事業所 - 東京都足立区谷中4丁目16番4号